# Vorsignalbaken

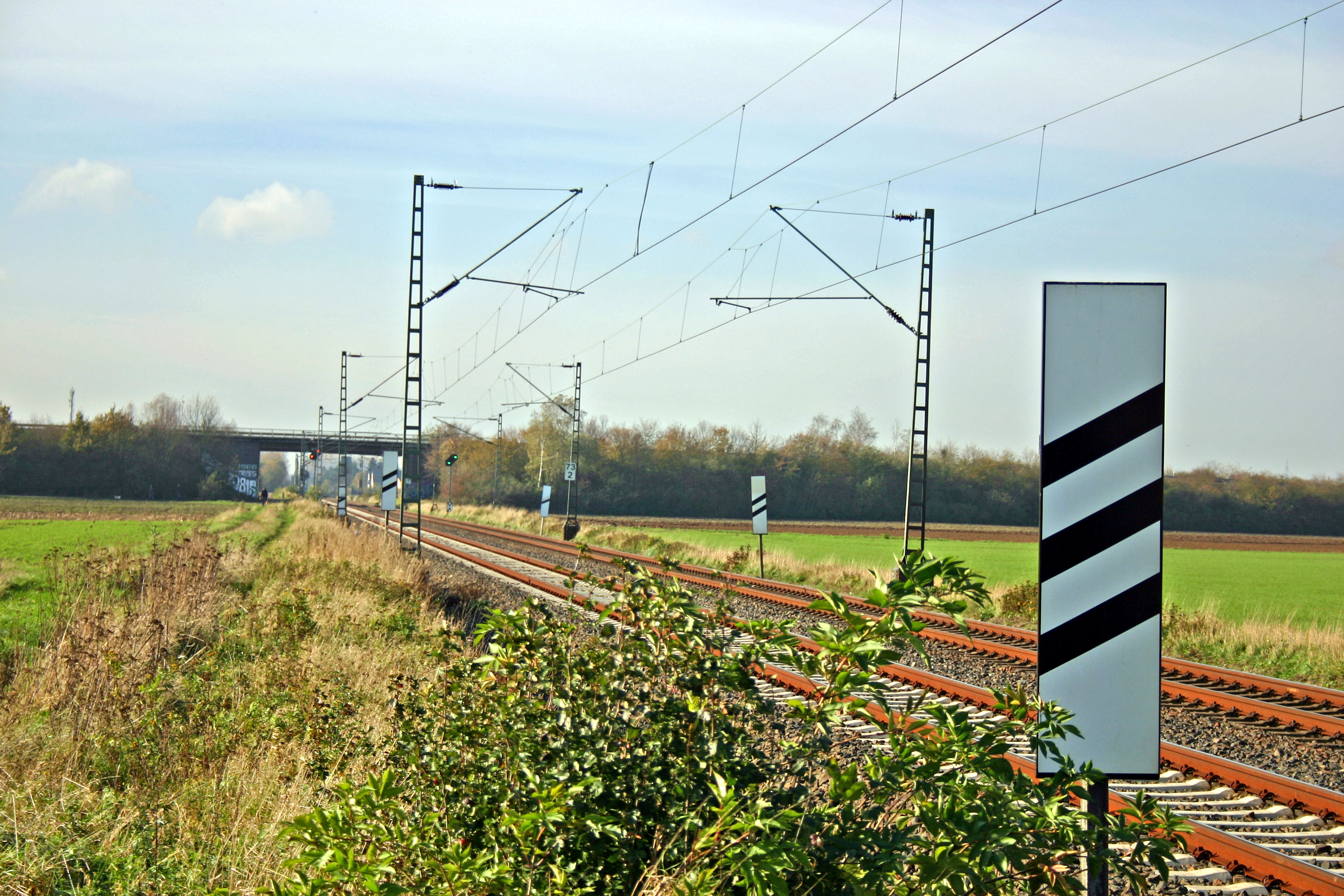
Vorsignalbaken im Regel- und Gegengleis, das zugehörige Vorsignal steht im Hintergrund

Vorsignalbaken (in Österreich: Abstandstafeln) kündigen als Orientierungshilfe ein Vorsignal an, damit es auch bei hohen Geschwindigkeiten und schlechten Sichtverhältnissen wahrgenommen werden kann. 
Häufig ist über den schwarzen Streifen ein jeweils weiterer reflektierender Streifen angebracht, um die Erkennbarkeit bei Nacht zu erhöhen.

## Verwendung in Deutschland
Vorsignalbaken gehören zu den Nebensignalen (Signal Ne 3 / So 4) mit der Bedeutung „Ein Vorsignal ist zu erwarten“. Sie wurden Mitte der 1920er Jahre aufgestellt und zum 10. Mai 1927 für die Lokomotivpersonale verbindlich.
In Deutschland sind in der Regel drei (an unübersichtlichen Stellen bis zu fünf) weiße Tafeln mit schwarzen nach rechts steigenden Streifen (bei Annäherung zunächst drei, dann zwei und zuletzt ein Streifen, bei fünf Baken entsprechend mehr Streifen). Die in Fahrtrichtung letzte Vorsignalbake steht 100 Meter vor dem Vorsignal, die anderen Baken in einem Abstand von je 75 Metern. Ist der Vorsignalabstand um mehr als 5 % verkürzt, trägt die erste Bake auf dem oberen Rand ein auf der Spitze stehendes weißes Dreieck mit schwarzem Rand.
Beim H/V-Lichtsignalsystem kann ein Lichtvorsignal auch am gleichen Mast angebracht sein wie ein Lichthauptsignal. Dies ist oft der Fall, wenn auf stark befahrenen Strecken die Blockabstände gleich dem Bremswegabstand sind, außerdem praktisch immer bei Einfahrsignalen von Bahnhöfen. Hier zeigt das Vorsignal dann die Stellung des Ausfahrsignals in dem Gleis an, in das die Fahrstraße eingestellt ist. Wenn ein Vorsignal am Mast eines Hauptsignales angebracht ist, wird auf die Vorsignaltafel und die Vorsignalbaken verzichtet, da der Triebfahrzeugführer sowieso an dieser Stelle ein Signal erwartet. Beim moderneren Hl- und Ks-Signalsystem ist die Vorsignalisierung des nächsten Hauptsignals in diesem Fall in den Hauptsignalbegriff integriert, damit entfällt ein besonderes Vorsignal.
Bei Vorsignalen, die auf Ausfahr- oder Zwischensignale in Bahnhöfen verweisen, entfallen die Vorsignalbaken. Auf Nebenbahnen kann auf sie generell verzichtet werden.

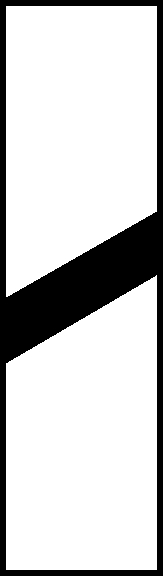
Vorsignal in 100 m zu erwarten.
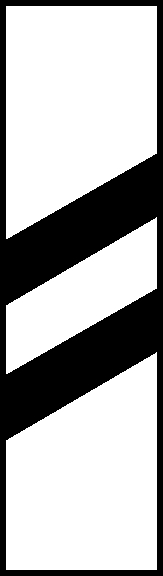
Vorsignal in 175 m zu erwarten.
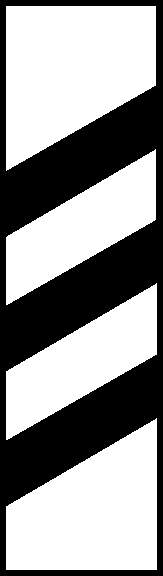
Vorsignal in 250 m zu erwarten.

## Verwendung in Österreich
Die österreichischen Abstandstafeln sehen gleich aus wie die Vorsignalbaken in Deutschland. 
Bei Streckengeschwindigkeiten bis 60 km/h ist in der Regel eine Abstandstafel aufzustellen, bei höheren Streckengeschwindigkeiten in der Regel drei. Der Abstand zwischen den Tafeln bzw. der letzten Tafel und dem Vorsignal beträgt i. d. R. 80 m. An unübersichtlichen Stellen werden bis zu fünf Abstandstafeln aufgestellt.